# キャリア教育
キャリア教育（キャリアきょういく、英: career education）とは、キャリア（経歴）を活かして、現在や将来を見据えることなどを主眼として行われる教育のことである。主に、学校教育の一環として行われている。

## 「キャリア教育」の用語について
キャリア教育については、以前は循環再教育（リカレント教育）とも呼ばれていたことがあるものの、概念の広まりもあって、厳密には、キャリア教育と循環再教育（リカレント教育）が区別されて扱われるようになりつつある。
キャリア教育の文言としては、日本において近年話題に上っている「フリーター」や「ニート」と定義される若年層の雇用問題に対する政府全体の対策として、文部科学省、厚生労働省、経済産業省および内閣府の関係府省で連携強化を図り、2003年（平成15年） 文部科学大臣ほか関係4大臣によって取りまとめられた「若者自立・挑戦プラン」に基づき、将来を担う若者たちに勤労観、職業観を育み、自立できる能力をつけることを目的とする意味合いが深くなっており、これに基づいたインターンシップ推進や地域人材の活用などが行われ、一般的にこれらを総じて「キャリア教育」と呼称されている事が多い。
その他キャリア教育の意味としては、自分自身の専門的な資質・能力を維持・向上させるために、現職あるいは退職後も、講座・セミナーなどを受講し、知識・技能のリフレッシュを図ったり、社会人大学院や夜間大学院などで再び学び、職質・資格などの向上を目指すいわゆる「リカレント教育」「生涯学習」なども含まれる。また、資質・能力を維持・向上させるための制度や手法の整備などについても研究されている。
ここでは、学校教育におけるキャリア教育を中心に扱う。

## 概要
学校教育におけるキャリア教育は、職業指導に端を発し、その後進路指導となったものを、さらに発展させたものである。「進路指導」が上級学校への移行（出口指導）に偏重している現状から、意味を刷新するために「キャリア教育」という語が使用されるようになった。
2006年11月の文科省内協力者会議作成による「小学校・中学校・高等学校キャリア教育推進の手引」において、キャリア教育において身につけさせる力として以下の内容構造案を示している。
- （1）人間関係形成能力（自他の理解能力とコミュニケーション能力）
- （2）情報活用能力（情報収集・探索能力と職業理解能力）
- （3）将来設計能力（役割把握・認識能力と計画実行能力）
- （4）意志決定能力（選択能力と課題解決能力）

以上の内容は具体的に、（1）他者の個性を尊重し、自己の個性を発揮しながら、様々な人々とコミュニケーションを図り、協力・共同して物事に取り組む力を育成すること。（2）学ぶこと・働くことの意義や役割およびその多様性を理解し、幅広く情報を活用して、自己の進路や生き方の選択に生かす力を育成すること。（3）夢や希望を持って将来の生き方や生活を考え、社会の現実を踏まえながら、前向きに自己の将来を設計する力を育成すること。（4）自らの意志と責任でよりよい選択・決定を行うとともに、その過程での課題や葛藤に積極的に取り組む力を育成すること。と具体例を挙げている。

## 歴史
日本のキャリア教育の源流は、大正時代から徐々に始められた職業指導に端を発する。学校へは、1927年、文部省訓令「児童生徒ノ個性尊重及職業指導に関スル件」をきっかけとして職業指導が導入され始めた。1943年には「職業指導」という教科が国民学校につくられ、第二次世界大戦直後には「職業科」のちの「職業・家庭科」が中学校の教科として組み込まれたが、1958年告示の学習指導要領にて、それが「技術・家庭科」となってからは、職業指導は特別教育活動（現在の特別活動）・ホームルーム活動で行われるようになった。これと前後して、1953年に職業指導主事が置かれることとなったが、このとき、財政的な事情から職業指導科の教員免許を持たないものも任命できることとなったことから、教員ならだれでもなれるという役職と認識されて、今日に至るまでの問題のきっかけとなった。学級活動で卒業までに40時間、原則的に学級担任が行い、内容に応じて他の教員の協力を得るものとされた。高等学校においては、1960年告示の高等学校学習指導要領にて、進路指導はホームルーム活動にて、「将来の進路を選択決定するのに必要な能力を」「生徒の自発的な活動」として「養う」ものとなった。
1969年告示の学習指導要領で、特別教育活動が特別活動になった際には、ひきつづき、中学校では学級指導で、高等学校ではホームルーム活動で行われることとなった。1971年に、職業指導主事は進路指導主事となり、文部省は学校教育の中に進路指導を正規に位置づけた。1977年の学習指導要領改訂においては、中学校では「将来において自己を正しく活かす能力を養う」もの、進路特性の吟味・進路の明確化・適切な進路選択の方法を取り扱うべきとされ、高等学校では進路の適切な選択決定に加え「人間としての望ましい生き方」に関することを規定された。
1983年には、文部科学省通知「学校における適切な進路指導について」により、偏差値による問題の是正が要望された。
1989年、教育職員免許法が改正され、中学校・高等学校の「教職に関する科目」に、「特別活動」と「生徒指導、教育相談及び進路指導」の科目が新設されたが、3つあわせて2単位（半期分）であったため、その実効性には疑問があった。その後、1998年の教育職員免許法改正により、「生徒指導の理論及び方法」「教育相談（カウンセリングに関する基礎的な知識を含む。）の理論及び方法」「進路指導の理論及び方法」が合わせて4単位となった。
キャリア教育という言葉が公文書で初めて使用されたのは、1999年の中央教育審議会答申「初等中等教育と高等教育との接続の改善について」である。この答申の中で「学校と社会及び学校間の円滑な接続を図るためのキャリア教育（望ましい職業観・勤労観及び職業に関する知識や技能を身につけさせるとともに、自己の個性を理解し、主体的に進路を選択する能力・態度を育てる教育）を小学校段階から発達段階に応じて実施する必要がある」と述べられた。
2017年11月の教育職員免許法改正で、「進路指導（キャリア教育に関する基礎的な事項を含む。）の理論及び方法」がついに、2単位の独立した科目として、小学校・中学校・高等学校の教職に関する科目で履修されることが決まった。実施は2019年入学の学生からである。ただし、「道徳、総合的な学習の時間等の指導法及び生徒指導、教育相談等に関する科目」7科目の中から10単位のため、必ずしも全員が受講するとは限らない状態は続く。

## 理論
キャリア教育の基礎理論は、心理学によるものが多い。主な職業的発達理論としては、Ｅ・ギンズバーグ、ドナルド・Ｅ・スーパー、人格理論としては、アン・ロー、Ｅ・Ｓ・ボーディン、ジョン・Ｌ・ホランド、意思決定モデルとしては、Ｔ・Ｌ・ヒルトン、Ｈ・Ｂ・ジェラット、社会的学習理論としては、Ａ・バンデューラ、Ｊ・Ｄ・クランボルツのものがある。他、エドガー・シャインなど。 

これらのキャリア理論はキャリアコンサルタント資格において学習範囲とされている。

## 推進の背景
学校教育におけるキャリア教育の推進が必要であるとされる背景について文科省は、少子高齢化社会が到来し、産業・経済の構造的変化や雇用の多様化及び流動化が進み終身雇用の慣行もなくなり、就職・就業をめぐる環境が変化していることを挙げている。その中でも、特に若年層における社会人・職業人としての資質・素養の欠如や、その背景にある精神的・社会的な自立の遅れを問題視している。その顕著な事例として、子どもたちが人間関係を上手く築けず、自分で意志決定が出来ない、そして自己肯定感が持てず将来に希望が持てない、進路意識や目的意識が希薄なまま進学し、就職しても長続きしないなど、生活や意識が大きく変化していることにあるという。これが長じて若者の中にも心理社会的モラトリアム(自分探し)の傾向が強くなり、定職を持たない「フリーター」や学校教育も受けず職にすら就かない「ニート」、新卒者の早期離職を表す現象「七五三現象」などが発生・増加したとしている。

## 推進の基本方向
文部科学省は、学校におけるキャリア教育推進の基本方向として、一つには働くことへの関心・意欲の向上と、それを学ぼうとする意欲を向上させることをあげている。そのために、職業や進路選択など、キャリアに関する学習と教科・科目の学習との相互の補完性を重視している。職業体験やインターンシップ等の体験を教科と有機的に関連づける事とし、進路への関心、意欲を高めるよう工夫し、学習意欲と結びつけることをあげている。また、子どものキャリア発達の状況を正しく把握し、キャリアカウンセリングの機会と質を向上させ、一人一人に応じたキャリア発達の支援を行うように指導している。
また、社会人・職業人としての資質・能力を高める指導、自立意識の涵養など早期からの人間力向上の必要性をあげ、このことをもってキャリア教育を推進させるようにするとしている。

## 意義
また、文部科学省は、学校教育においてキャリア教育を推進する意義として、「生きる力」の育成を前面に掲げている。つまり、生きる力を身につけ、社会の激しい変化に流されることなく、それぞれが直面するであろう様々な課題に対し、柔軟にたくましく対応し、社会人・職業人として自立していくことが肝要であるとしている。したがって、学校においてはこの意義を明確にし、学校の教育活動全体において組織的・系統的に取り組むことを求めている。さらには、学校教育がキャリア教育に取り組む意義として具体的に以下の3点をあげた。
1. 教育改革の理念と方向性を示す：キャリア教育は、一人一人のキャリア発達や個としての自立を促す視点から、従来の教育のあり方を幅広く見直し、改革していくための理念と方向性を示すものである。
2. 子どもたちの「発達」を支援する：キャリア教育は、キャリアが子どもたちの発達段階やその発達課題の達成と深く関わりながら段階を追って発達していくことを踏まえ、子どもたちの全人的な成長・発達を促す視点に立った取り組みを積極的に推し進めるものである。
3. 教育課程の改善を促す：キャリア教育は、子どもたちのキャリア発達を支援する観点に立って、各領域の関連する諸活動を体系化し、計画的・組織的に実施することが出来るよう、各学校が教育課程編成を見直していくことである。

## キャリア教育関連の団体・人物
- 私のしごと館 - かねてから費用対効果に乏しく、雇用保険の無駄遣いとの批判を受けており、2010年3月31日を以て営業終了。
- キッザニア - メキシコ発祥の子供向け職業体験型テーマパーク。日本においては「フリーター・ニート予防」を謳い、PRを展開していたことがある[5][6]。
- 「育て上げ」ネット - 引きこもりやニートの状態にある若者を更生させる活動をしているNPO法人。世間が抱いている「ひきこもりやニートは働く気がない」とのイメージは間違っていると主張する一方、ニートやフリーターの状態に“不本意に陥らない”ために、若者向けに「ニート予防のための金銭基礎教育」などを行っている。
- キーパーソン21 - 小中学生を中心としたキャリア教育のNPO法人。「出会いこそが創造性を生み人生を豊かにする。ひとりでも多くのこどもたちに社会人との出会いの場を提供し、夢と職業意識を運びたい」という理念の元、キャリア教育の授業を展開している。
- 認定NPO法人カタリバ - 高校生を中心としたキャリア教育を全国展開しているNPO法人。「ナナメの関係」によるコミュニケーションで、一人ひとりの力と可能性を引き出すことによる、キャリア教育の授業を展開している。
- NPO法人JUKE - プロボノワーカーによる高校生、大学1・2年生向けのキャリア教育事業を展開している。日本で初めて大学生向けのジョブシャドウィングを実施した。
- 創発Cafe - 高校生と大学生と社会人（大人）の異世代の交流による様々な気づきを促進するcafeを企画している。
- 鳥居徹也 - 元専門学校幹部職員。「フリーター・ニートになる前に受けたい授業」と題した出張授業をキャリア教育と位置付け行っている。2005年-06年度に限っては文部科学省の委託事業として同省が助成金まで投じていた。
- 松本隆博 - お笑い芸人・松本人志の実兄。人材サービス会社の役員をしていた経験があり、退社後は学生向けに「フリーター・ニート予防」を目的とした講演活動を行っている。
- 教育と探求社 - 中高生向けキャリア教育「クエストエデュケーションプログラム」を全国の学校に展開。日本経済新聞社の「私の履歴書」を活用して生徒が自分の将来について考える「ロールモデルコース」と、インターネットを活用し教室にいながら実在の企業にインターンシップする「コーポレートアクセスコース」がある。
- 夢★らくざプロジェクト - 小・中学生を対象とした職業体験プログラム「おしごとなりきり道場」「おしごと弟子入り道場」を展開。さまざまな職業体験をとおして、将来の夢をデザインすることを目的とした活動を行っている。
- 株式会社Campanula　経済産業省主催　第四回キャリア教育アワード　地域企業協働の部　優秀賞受賞　企業  「jobstudy.jp」という企業の業務内容を小・中学生のキャリア教育授業の教材にカリキュラム開発をし、学校でキャリア教育の授業のコーディネートを行っている。
- 一般財団法人職業教育・キャリア教育財団（旧・財団法人専修学校教育振興会）

## キャリア再開発
近年では社会人のキャリア再開発（リスキリング）としてITスキル習得が注目されている。例えば、仕事と両立してプログラミングスクールに通う社会人も多く、ある調査では受講者の60.7%が「働きながら受講」していたとの結果が出ている。こうしたニーズに応えるため、夜間・土日の質問対応やオンラインコミュニティによるモチベーション維持などの支援策が整えられている。
キャリア再開発制度を取り入れている企業がある。例えば、JSR株式会社は、企業として様々な価値観を受け入れる風土を作り、多様な人材による創造的で強い組織を形成することを目的として、以前より短時間勤務や在宅勤務制度、キャリア再開発制度などを取り入れ、女性社員の働きやすい環境整備に力をいれている。
国際医療福祉大学では2005年に、看護の生涯学習を応援するため、看護生涯学習センターを設立した。認定看護管理者の育成および臨床看護実践能力を段階的高められるよう個人に合わせたキャリアアップなどを目的とし、キャリアアップや再就職を目指す看護職を支援している。
社団法人日本助産師会では、助産師確保対策として安心・安全なお産と子育てをめざして、潜在助産師キャリア再開発講習会を実施している。
株式会社Campanula　人財育成、コンサルの会社
企業の業務内容を小・中学生のキャリア教育授業の教材にカリキュラム開発をしている。教材へのカリキュラム開発は企業の社員と共に行うので参加企業社員のキャリア開発になる。更に実際に学校でキャリア教育の授業を行う、「jobstudy.jp」という教育活動のコーディネートを行い、子どもも社員も一緒にキャリア開発が行える、教育プログラムを実施している。